# マオタ

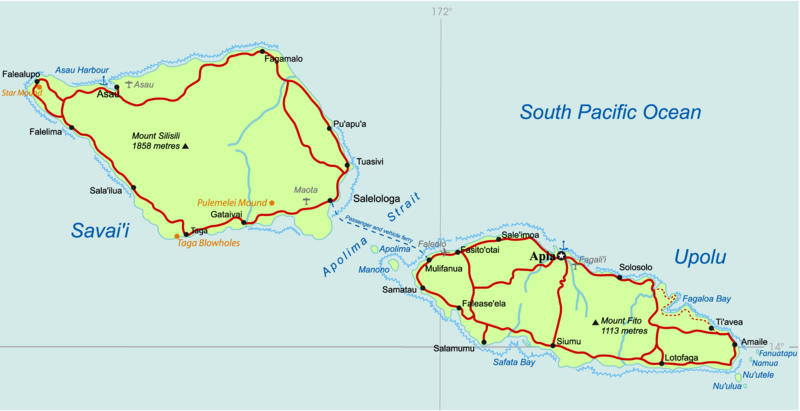
マオタ（Maota）サバイイ島の南東部

マオタ（Maota）は、サモアの村。サモア最大の面積を誇るサバイイ島に位置する。空港もありJTBによるサモアへのツアー観光地にも含まれている。ウポル島にある首都のアピアとの間を1日3便のポリネシアン航空のプロペラ機が飛んでおり、所要時間は約10分ほどである。村の周辺にはマングローブが広がっている。
サモア・エアのブリテン＝ノーマン・アイランダーによる便もアピアのファレオロ国際空港との間で就航している。同航空会社は、乗客の体重によって運賃を変更するシステムを導入している。